# Susanna Zorzi
Susanna Zorzi (Thiene, 13 marzo 1992) è un'ex ciclista su strada italiana, attiva tra le Elite dal 2011 al 2018. Nel 2013 ha vinto il titolo europeo in linea Under-23, mentre nel 2014 è stata medaglia di bronzo nella cronometro a squadre ai campionati del mondo in maglia Astana-BePink.

## Palmarès

### Strada
- 2010 (Juniores)

Campionati italiani, Prova a cronometro Juniores
Campionati italiani, Prova in linea Juniores
Memorial Davide Fardelli (Juniores)
- 2012 (MCipollini, due vittorie)

Trofeo Alberto Vannucci
3ª tappa Trophée d'Or féminin (Vierzon > Graçay)
- 2013 (Faren, una vittoria)

Campionati europei, Prova in linea Under-23

#### Altri successi
- 2014 (Astana BePink)

Classifica giovani Vuelta Femenina a Costa Rica
- 2017 (Drops)

Criterium Wilrijk

## Piazzamenti

### Grandi Giri
- Giro Rosa

2012: 49ª
2013: 48ª
2015: 76ª
2016: 43ª

### Competizioni mondiali
- Campionati del mondo

Mosca 2009 - Cronometro Junior: 18ª
Mosca 2009 - In linea Junior: 3ª
Offida 2010 - Cronometro Junior: 5ª
Offida 2010 - In linea Junior: 5ª
Toscana 2013 - In linea Elite: 41ª
Ponferrada 2014 - Cronosquadre: 3ª
Ponferrada 2014 - In linea Elite: ritirata

### Competizioni europee
- Campionati europei

Hooglede 2009 - Cronometro Junior: 7ª
Ankara 2010 - Cronometro Junior: 5ª
Offida 2011 - Cronometro Under-23: 14ª
Offida 2011 - In linea Under-23: 18ª
Olomouc 2013 - Cronometro Under-23: 15ª
Olomouc 2013 - In linea Under-23: vincitrice
Nyon 2014 - Cronometro Under-23: 6ª
Nyon 2014 - In linea Under-23: 12ª